# Shawn Stasiak
Pour les articles homonymes, voir Stasiak.
Shawn Emile Stipich (né le 21 juillet 1970 à Hayward), plus connu sous le nom de Shawn Stasiak est un catcheur américain d'origine canadienne.
Il est le fils du catcheur canadien Stan Stasiak et suit les traces de son père après avoir fait de la lutte au lycée au Canada puis à l'université d'État de Boise.
Il commence sa carrière d'abord à la World Wrestling Federation sous le nom de Meat avant de lutter sous le nom de Shawn Stasiak. Il se fait renvoyer en 1999 après avoir été surpris en train d'enregistrer une conversation entre Davey Boy Smith et Steve Blackman.
Il rejoint ensuite la World Championship Wrestling (WCW) en 2000. Il y forme le clan Natural Born Thrillers avec Chuck Palumbo, Johnny the Bull, Mark Jindrak, Mike Sanders, Reno et Sean O'Haire. En tant que membre de ce clan, il remporte à deux reprises le championnat du monde par équipes de la WCW avec Palumbo.

## Jeunesse
Stipich est le fils de George E. Stipich, un catcheur canadien plus connu sous le nom de Stan Stasiak. Il grandit au Canada à Oakville et fait partie de l'équipe de lutte de son lycée. Il remporte en 1990 le championnat scolaire de la province de l'Ontario dans la catégorie des plus de 130 kg et termine second au championnat national.
Il obtient une bourse sportive à l'université d'État de Boise et continue la lutte. Il s'y distingue en terminant 2e du championnat Pac-10 de la Division 1 de la NCAA. Il quitte l'université avec un diplôme en communication audiovisuelle.

## Carrière de catcheur

### World Wrestling Federation(1998-1999)
Stipich commence à faire des combats de catch dans l'Oregon. Il envoie une vidéo de lui à la World Wrestling Federation qui décide de l'engager. Il commence à s'entraîner auprès de Tom Prichard avant d'aller au dojo de Dory Funk, Jr.., où il côtoie notamment Edge et Christian.
En avril 1999, Stasiak commence à lutter dans les émissions de la WWF sous le nom de Meat et incarne l'esclave sexuel des Pretty Mean Sisters (Terri, Jacqueline et Ryan Shamrock (en)),. Il est alors un jobber perdant la plupart de ses combats pour mettre en valeur ses adversaires. Son unique match notable de cette période est une défaite face à Kurt Angle le 14 novembre au cours des Survivor Series. Quelques jours après ce match, il enregistre une conversation entre Davey Boy Smith et Steve Blackman et des québécois dans un des aéroports de Montréal pour faire une blague. Les deux catcheurs apprennent cela et obtiennent le renvoi immédiat de Stasiak.

### World Championship Wrestling(2000-2001)
Après son renvoi de la World Wrestling Federation, Stipich s'engage avec la World Championship Wrestling (WCW) où il lutte sous le nom de Shawn Stasiak. Il apparaît pour la première fois à Monday Nitro le 17 avril 2000 où il bat rapidement Curt Hennig. Ils s'affrontent une seconde fois le 7 mai à Slamboree où le résultat est le même.
Il commence à faire équipe avec Chuck Palumbo le 31 mai et deviennent champion du monde par équipes de la WCW après leur victoire face à KroniK (Brian Adams et Brian Clarke),.

## Palmarès
- World Championship Wrestling (WCW)
  - 2 fois champion du monde par équipes de la WCW avec Chuck Palumbo[12]

- World Wrestling Federation / World Wrestling Entertainment (WWF / WWE)
  - 15 fois champion hardcore de la WWF / WWE[13]

## Récompenses des magazines
- Pro Wrestling Illustrated

| Année | 1998 | 1999 | 2000 | 2001 | 2002 |
| ----- | ---- | ---- | ---- | ---- | ---- |
| Rang  | 202  | 140  | 161  | 123  | 117  |